# ثورة الملك والشعب
ثورة الملك والشعب هي مقاومة مسلحة اندلعت في 20 غشت 1953 ضد الاستعمار الفرنسي أدت إلى استرجاع استقلال المغرب.

## الأحداث
في ليلة عيد الأضحى 20 غشت 1953 أجبرت القوة الاستعمارية الفرنسية الملك محمد الخامس على مغادرة المغرب، وتم نفيه إلى جزيرة كورسيكا التابعة لدولة فرنسا، ثم قامت السلطات الفرنسية بنفيه إلى مدغشقر في يناير عام 1955م، ولم يكن الاستعمار على علم بالتعلق والاحترام الذي يكنه الشعب المغربي لسلطانهم.
بعد لحظات من إعلان فرنسا قرارها بإرسال السلطان المغربي إلى المنفى، احتشد عشرات الآلاف من المواطنين المغاربة في جميع مناطق المغرب للاحتجاج على هذه الخطوة، وأصبحت المقاومة الشعبية أكثر عدوانية وصعب السيطرة عليها، فبعد محاولة تصفية مفتش الشرطة «المسكيني» واغتيال الخائن «بنيس»، أصبح المستعمر والخونة يعيشون حالة توجس ورعب، ففي 7 نونبر 1953 قام كل من بونعيلات ومنصور والسكوري بتفجير قطار «كازا ألجي» الذي كان يُقل الجنود الفرنسيين، وفي 11 شتنبر 1953م، حاول الشهيد علال بن عبد الله اغتيال محمد بن عرفة، حيث كان الأخير ملكاً للمغرب فرضته فرنسا على الشعب المغربي، وفي 24 دجنبر 1953م، الذي يصادف ليلة عيد الميلاد المجيد، قام أحد رموز المقاومة المغربية الشهيد محمد الزرقطوني بتفجير مارشي سونطرال (السوق المركزي) بالإضافة عمليات مقاومين ومجاهدين آخرين في مختلف جهات المغرب حيت قام الشهيد أحمد الحنصالي باعتراض سيارة يركبها أربعة من الفرنسيين وقام بقتلهم واستمر في أعماله الفدائية واستطاع قتل العديد من حراس الأمن والمتعاونين معهم إلى غاية القبض عليه من طرف السلطات الفرنسية وإعدامه رميا بالرصاص في 26 نونبر 1953، كما اندلعت انتفاضة في الجهة الشرقية للمملكة يومي 16 و 17 غشت 1953 وبالتحديد في وجدة وبركان وتافوغالت حيت استهدف المقاومون السكك الحديدية ومحطة توليد الكهرباء والثكنات العسكرية، فواجهتهـا القوات الاستعمارية بوابل من الرصاص قدر بنحو 20.000 رصاصة سقط على إثرها العديد من الشهداء وجرح العديد من المواطنين. وفي ليلة 18 غشت 1953، توفي 14 وطنيا اختناقا بسبب الاكتظاظ الذي نجم عن اعتقال المئات من الوطنيين في زنزانة واحدة، لتتصاعد وتيرة الجهاد والمظاهرات العارمة والانتفاضات المتوالية تتكللت بتأسيس جيش التحرير.

أحمد الحنصالي وهو مكبل بالأصفاد بعد اعتقاله من طرف السلطات الفرنسية

بعد أن فشلت خطة تنحية السلطان محمد بن يوسف وسقوط الكثير من القتلى في صفوف المستعمر قامت السلطات الفرنسية بمباشرة المفاوضات منذ فبراير 1955 مع الملك محمد الخامس ووصلت إلى حد تهديده، فقد اقترح عليه المتفاوضون بمن فيهم طبيبه الخاص الدكتور ديبوا روكبير، الخيار بين أمرين أحلاهما مر: إما التنازل عن العرش والعودة إلى أرض الوطن للعيش بسلام وفي حماية الفرنسيين، أو تشديد الخناق عليه في المنفى في حالة الرفض. وكان جواب محمد بن يوسف هو الرفض المطلق للمقترحات المفترضة. وبموازاة ذلك، اندلعت أعمال المقاومة المسلحة المنظمة على شكل جيش التحرير في 1 أكتوبر 1955 في مناطق أكنول و إيموزار مرموشة وتطوان.
في تاريخ 16 نونبر 1955 عاد محمد الخامس بعد 27 شهرًا في المنفى إلى المغرب ليحكم ملكًا، وبدأت المفاوضات مع فرنسا من أجل الحصول على الاستقلال، وبعد عام كامل من عودته، تم التوقيع على إتفاقية الاستقلال في 2 مارس عام 1956م ليحصل المغرب على الاستقلال بصفة رسمية يوم 18 نونبر 1956، ثم اتفاقية في أبريل مع إسبانيا، وفي أكتوبر انتهى الوضع الدولي لمدينة طنجة، ولتحقيق الوحدة الترابية استرجع المغرب إقليم طرفاية سنة 1958 وإقليم سيدي إفني في يونيو 1969 وجهة الساقية الحمراء يوم 6 نونبر 1975 وجهة وادي الذهب في 14 غشت 1979.

## مؤتمر إيكس ليبان
بعد اشتداد الأزمة السياسية بالمغرب، عقب الفراغ المؤسساتي الحاصل إثر رفض المغاربة الاعتراف بابن عرفة كأحمق كبير جدا، رضخت السلطات الفرنسية لمبدأ قبول التفاوض مع الشخصيات السياسية المغربية والممثلة للتوجة الراغب في تسيير المغرب من طرف أبنائه وتوجيهه نحو الاستقلال. ولذلك عقد لقاء بين الأطراف المغربية والفرنسية في مؤتمر إيكس ليبان بفرنسا، أسفر بعد نقاشات انطلقت في 20 غشت 1955 ودامت 5 أيام عن اتخاذ قرار تنحية بن عرفة عن العرش، إضافة إلى تشكيل حكومة وطنية مغربية تضم مختلف المكونات السياسية. وكان الوفد الفرنسي المفوض الذي حضر مناقشات إيكس ليبان يتكون من ايدكار فور رئيس الحكومة وبيناي وزير الشؤون الخارجية والجنرال كوينغ وزير الدفاع وروبيرت شومان وبيير جولي. بينما كان الوفد المغربي يتشكل من 37 شخصية كان من بينهم مبارك البكاي، الفاطمي بنسليمان ومحمد المقري إضافة إلى ممثلي الأحزاب: عبد الرحيم بوعبيد ومحمد اليازيدي وعمر بن عبد الجليل والمهدي بن بركة من جانب حزب الاستقلال، وعبد القادر بن جلون وأحمد بن سودة وعبد الهادي بوطالب ومحمد الشرقاوي من طرف حزب الشورى والاستقلال. إلى جانب الشخصيات السياسية وجد بعض العلماء كالسيد جواد الصقلي وحميد العراقي. كما ضم الوفد القائد العيادي وعباس.

## موافقة محمد بن يوسف على مخطط إيكس ليبان
كان المخطط الذي خرجت به مفاوضات إيكس ليبان هو المصادقة عليه من طرف سلطان المغرب الشرعي. فمادام أن السلطات الفرنسية قد وقعت معاهدة الحماية مع السلطان في شخص عبد الحفيظ سنة 1912، فقد كان لزاما عليها من الناحية القانوية أن يتم التفاوض على مبدأ الاستقلال مع محمد بن يوسف. ففي هذا الإطار استقبل في يوم 5 سبتمبر 1955 وفدا فرنسيا مفوضا يضم الجنرال كاترو وهنري يريسو، إضافة إلى الوفد المغربي المشكل من مولاي حسن بن إدريس ومبارك البكاي والفاطمي بن سليمان وعبد الهادي بوطالب وعمر عبد الجليل وعبد الرحيم بوعبيد. وجاء هذان الوفدان من إجل إبلاغ السلطان عن النتائج التي توصل إليها الطرفان المتفاوضان والحصول على التعليمات التي يجب اتباعها. وبعد مشاورات طويلة لعب فيها ولي العهد آنذاك الحسن الثاني دورا أساسيا في توجيه الموقف الذي اتخذه محمد بن يوسف تم التوقيع على اتفاقية الاستقلال في 2 مارس 1956 مع فرنسا.

## تشكيل أول حكومة في المغرب
تم تأسيس المجلس الحكومي برئاسة مبارك البكاي بتعيين من الملك محمد الخامس يوم 7 ديسمبر 1955 وظلت صلاحيتها حتى 25 أكتوبر 1956. وكان الهدف من هذه الحكومة هو متابعة المفاوضات مع السلطات الفرنسية من أجل استرجاع استقلال البلاد إضافة إلى بناء الدولة المغربية وتنظيمها.